# Elisabeth Pfluger
Œuvres principales
Solothurner Sagen, 1972
Solothurner Liebesbriefe, 1982
Vill Haag und weeni Garte, 1990
He nu so de, 2007
Elisabeth Pfluger, née le 21 octobre 1919 à Härkingen et morte le 2 mai 2018 à Soleure, est un écrivain suisse d'expression allemande.
Elle est l'auteur d'un vaste recueil de légendes du canton de Soleure, ainsi que de poèmes pour enfants, de chants et de danses en dialecte. 

## Biographie

### Origines et famille
Elisabeth Pfluger naît le 21 octobre 1919 à Härkingen, dans le canton de Soleure. Elle est originaire du même lieu, de Soleure et de Neuendorf, dans le même canton.
Son père, Richard Pfluger, est aubergiste et agriculteur ; sa mère est née Julia Rauber.
Elle reste célibataire toute sa vie. 

### Études et parcours professionnel
Elisabeth Pfluger est scolarisée à l'école de district de Neuendorf. Elle étudie par la suite à l'école normale de Soleure et exerce comme institutrice. 
Après avoir suivi des cours à l'Université de Bâle en 1945 (folklore, psychologie, littérature et histoire de l'art), elle enseigne à Soleure et à l'école d'agriculture de Riedholz de 1949 à 1981. 

### Écriture
Elisabeth Pfluger constitue un vaste recueil de légendes du canton de Soleure. Elle est aussi connue comme auteur de poèmes pour enfants, de chants et de danses en dialecte soleurois. 
Elle est également responsable de l'édition du Solothurner Kalender (de) de 1983 à 2006.

### Mort
Affaiblie depuis le début de l'année par une grippe, Elisabeth Pfluger meurt le 2 mai 2018, à l'âge de 98 ans, juste après 18 heures à Soleure, dans l'EMS Terzianum.

## Prix
- 1981 : prix de la culture du canton de Soleure[1]

- 2001 : prix Pro Wartenfels[1]
- 2017 : prix de reconnaissance du Conseil d'État[2]

## Œuvres
- Solothurner Sagen, 1972
- Solothurner Liebesbriefe, 1982
- Vill Haag und weeni Garte, 1990
- He nu so de, 2007

## Archives
Ses archives sont conservées à la bibliothèque centrale de Soleure.